# Skæg
Skæg er synlig ansigtsbehåring hos mænd og til tider hos kvinder.
Skæg forekommer i mange kulturer. Forekomsten har svinget afhængig af mode og har til tider været religiøst funderet. Til tider har personer med skæg været socialt udstødte; eksempelvis blev amerikaneren Joseph Palmer i 1830 overfaldet af fire mænd, der ville klippe skægget af ham, hvorefter Palmer endte i fængsel i fire måneder for at have forsvaret sig mod overfaldsmændene. 

## Andre betydninger
Afledt af denne betydning bruges skæg også om andre fremspring, således findes tagskæg, ligesom en hammer siges at have skæg, når hovedets metal er deformeret.
- Skæg er også en sælfigur fra tegneserien Rasmus Klump.
- Hr. Skæg er en figur på DR Ramasjang, der spilles af Mikkel Lomborg.
- Desuden er skæg et tillægsord med betydningen underholdende.